# Чемпионат Кубы по футболу
Чемпионат Кубы по футболу — высший дивизион Ассоциации футбола Кубы, который был основан в 1912 году. С 1990 года ни одна из кубинских команд не играла в Клубном чемпионате Карибского футбольного союза или Кубке/Лиге чемпионов КОНКАКАФ. С Клубного чемпионата Карибского футбольного союза 2007 участие кубинских клубов в международных клубных турнирах возобновилось.
С 2017 года в высшем дивизионе выступает двенадцать команд, разделённых на три группы. По две лучших команды по итогам регулярного чемпионата из каждой группы разыгрывают звание чемпиона во втором групповом этапе. Худшие команды своих групп и три лучших команды из второго по уровню дивизиона играют в стыковом турнире на повышение-понижение в классе.

## Чемпионства
| Клуб                      | Город            | Число титулов | Сезоны                                                                                      |
| ------------------------- | ---------------- | ------------- | ------------------------------------------------------------------------------------------- |
| Вилья-Клара               | Санта-Клара      | 14            | 1980, 1981, 1982, 1983, 1986, 1992, 1996, 1997, 2002/03, 2004/05, 2010/11, 2012, 2013, 2016 |
| Гальего                   | Гавана           | 8             | 1931, 1932, 1937, 1938, 1939, 1940, 1945, 1947                                              |
| Иберия / Реал Иберия      | Гавана           | 8             | 1917, 1918, 1922, 1923, 1926, 1928, 1929, 1934                                              |
| Хувентуд Астуриана        | Гавана           | 7             | 1927, 1933, 1935, 1936, 1941, 1944, 1948                                                    |
| Пинар-дель-Рио            | Пинар-дель-Рио   | 7             | 1987, 1988/89, 1989/90, 1991/92, 1995, 1999/2000, 2006                                      |
| Сьюдад-де-Ла-Гавана       | Гавана           | 6             | 1978/79, 1979, 1984, 1994, 1998, 2000/01                                                    |
| Депортиво Сан-Франциско   | Гавана           | 6             | 1951, 1952, 1953, 1954, 1955, 1957                                                          |
| Гранхерос                 | Камагуэй         | 5             | 1968, 1969, 1970, 1975, 1977                                                                |
| Испано Америка            | Гавана           | 5             | 1915, 1919, 1920, 1921, 1950                                                                |
| Сьего-де-Авила            | Сьего-де-Авила   | 5             | 1993, 2001/02, 2003, 2009/10, 2014                                                          |
| Индустриалес              | Гавана           | 4             | 1963, 1964, 1972, 1973                                                                      |
| Ла-Гавана/Ла-Гавана ФК    | Гавана           | 4             | 1916, 1965, 1966, 1967                                                                      |
| Сьенфуэгос                | Сьенфуэгос       | 4             | 1985, 1990/91, 2007/08, 2008/09                                                             |
| Депортиво Мордасо         | Мордасо          | 3             | 1958, 1959, 1961                                                                            |
| Асукарерос                | Санта-Клара      | 2             | 1974, 1976                                                                                  |
| Депортиво Пуэнтес-Грандес | Гавана           | 2             | 1942, 1943                                                                                  |
| Роверс АС                 | Гавана           | 2             | 1912, 1914                                                                                  |
| Камагуэй                  | Камагуэй         | 1             | 2015                                                                                        |
| Касино Эспаньол           | Гавана           | 1             | 1956                                                                                        |
| Серро                     | Гавана           | 1             | 1960                                                                                        |
| Депортиво Эспаньол        | Сантьяго-де-Куба | 1             | 1930                                                                                        |
| Дьяблос Рохос             | Сантьяго-де-Куба | 1             | 1949                                                                                        |
| Фортуна                   | Гавана           | 1             | 1925                                                                                        |
| Атуэй                     | Гавана           | 1             | 1913                                                                                        |
| Ольгин                    | Ольгин           | 1             | 2005/06                                                                                     |
| Олимпия                   | Гавана           | 1             | 1924                                                                                        |
| Сантьяго-де-Куба          | Сантьяго-де-Куба | 1             | 2017                                                                                        |